# Antoine Darnay
Báró Antoine Darnay (Nevers, 1764. november 19. – Párizs, 1837. március 24.) a francia Első Császárság állami tanácsosa, a francia posta főigazgatója az Itáliai Királyságban 1805 és 1814 között. I. Napóleon fogadott fiának és Itáliai Királyság francia alkirályának, Eugène de Beauharnais-nak gyermekkori barátja, pályatársa.

## Jozefina császárné kedvence
Antoine Darnay szülei alapították Neversben a Grand Monarque nevű szállót, ami ma is áll. A fiú 1784-ben Párizsba költözött, hogy jó oktatásban legyen része. Részt vett a fiatal írók társaságában is – maga írta A király barátja című művet. Néhány évig Arthur Richard Dillon, Narbonne érsekének tanácsosa volt.
Mary Adelaide Dehors lett első felesége, azonban hamar megözvegyült. Majd megismerkedett Napóleon menyasszonyával, Marie Josèphe Rose Tascher de la Pagerie-vel, aki bemutatta Darnayt fiának, Eugéné de Beauharnais hercegnek, akivel mély barátságot kötöttek I. Napóleon császár és immár Jozefina császárné esküvőjén. Eugéné, Napóleon fogadott fia, egész karrierje során Darnay báróra támaszkodott.
Ebben az időszakban Antoine Darnay különböző funkciókat töltött be, amelyek biztosították az előkelő életmódját. Egymás után lett a vízügy főigazgatója, majd postaszolgálat főtitkára, majd később az Itáliai Királyság francia postájának igazgatója. Lavalette hercegség feje lett később, miután elvette Émilie de Beauharnais grófnőt, barátja, Eugene herceg unokanővérét.
Szőlőbirtokot vásárolt Tronsangesben Nièvrenél, ahova pihenni járt.
Majd feleségül vette az egykori Michaud lovassági ezredes lányát Auvillers (Oise)-ben, Adelaide Melanie Marie Soucanye a Landevoisint (1785-1832).

## Az Itáliai Királyság
Amikor I. Naplóeon császár Eugene herceget jelölte az Itáliai Királyság alkirályi címére, a herceg Antoine Darnayt választotta a királyi kabinet vezető pozíciójára. Ekkor lett Darnay egyben a francia posta főigazgatója Mantovában. Megkapta a francia becsületrendet, hozzá a bárói címet és az állami tanácsosi rangot.
A 14 báró jelent volt Münchenben, a királyi kápolnában,  Eugene a Beauharnais, és Augusta-Amelia Bajorország, hercegnő Maximilian király lánya esküvőjén is.
1814-ben a forradalom alatt is hű maradt báró Darnay Eugene herceghez: Napóleon fogadott fia rábízta gyermekei Bajorországba menekítését.

## Száműzetés, visszavonulás
A forradalom miatt Eugène de Beauharnais herceg is száműzetésbe kényszerült. Együtt élt a családjával Münchenben, majd Sandegg várában. Antoine Darnay mindenhova elkísérte, gyakran ő utazott Franciaországba Eugene herceg képviseletében.
A herceg halála után (1824) báró Darnay elvesztette feleségét a párizsi kolerajárványban, 1832-ben. Ő maga 1835-ben halt meg Párizsban, életének 72. évében.

## Fordítás
Ez a szócikk részben vagy egészben  az   Antoine Darnay című francia Wikipédia-szócikk ezen változatának fordításán alapul.  Az eredeti cikk szerkesztőit annak laptörténete sorolja fel. Ez a jelzés csupán a megfogalmazás eredetét és a szerzői jogokat jelzi, nem szolgál a cikkben szereplő információk forrásmegjelöléseként.